# 奥斯特法伦

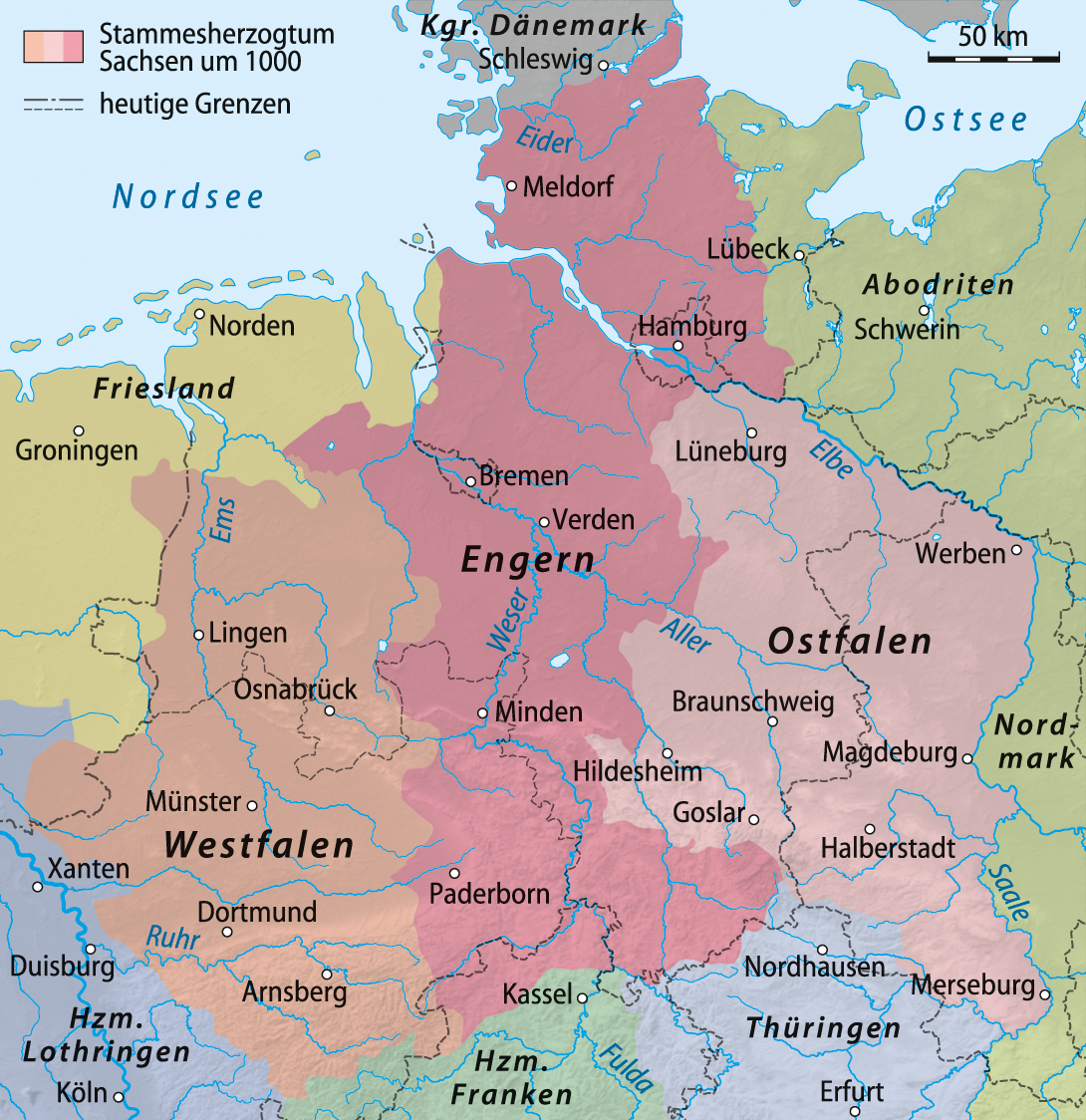
公元1000年左右的萨克森部落公国，包括威斯特法伦、安格里亚和奥斯特法伦

奥斯特法伦（德語：Ostfalen，發音：[ɔstˈfaːlən] ⓘ；奥斯特法伦方言：Oostfalen）是德國北部的一個歷史地區，包括歷史悠久的薩克森部落公國東部大區，大致由西部的莱讷河和東部的易北河和薩勒河所包圍。該領土與現今下薩克森州的東南部、薩克森-安哈爾特州西部和圖林根州北部相對應。與威斯特法伦、恩根中部和诺达尔宾吉亚一起，它是古薩克森四大主要行政區之一。